# لیلا علوی
لیلا علوی (عربی: ليلى أحمد علوي؛ ۴ ژانویهٔ ۱۹۵۶ – ) هنرپیشه اهل مصر است. لیلا علوی در بیش از ۷۰ فیلم حضور داشته و در جشنواره های مصر و بین‌المللی برای نقش‌هایش جایزه دریافت کرده و مورد تجلیل قرار گرفته است. او همچنین عضو کمیته داوران جشنواره های محلی و بین‌المللی بوده است. اخیراً او جایزه‌ای برای دستاوردهای سالیان فعالیتش دریافت کرده است.